# Єфремов Євген Сергійович
Євген Сергійович Єфремов (нар. 17 січня 1994, Донецьк, Україна) — український футболіст, правий захисник клубу «ФА Шяуляй».

## Клубна кар'єра
Вихованець донецького «Шахтаря», кольори якого захищав у юнацьких чемпіонатах України (ДЮФЛУ). 8 вересня 2011 року розпочав футбольну кар'єру в дублюючому складі «гірників». У травні 2015 року перейшов до маріупольського «Іллічівця». У січні 2017 року виїхав до Швеції, де підсилив склад клубу «Крамфорс-Алліансен», а влітку 2017 року перейшов до «Гернесанду». 9 лютого 2019 року підсилив склад «Оболонь-Бровара».
16 січня 2020 року він приєднався до «Колоса» (Ковалівка) і провів 10 матчів у Прем'єр-лізі України та посів 6-е місце, допомігши дебютанту змагань кваліфікуватись у першому ж сезоні до Ліги Європи.
У серпні 2020 року перейшов у литовську «Судуву». Дебютував у Лізі А 12 серпня в грі проти «Жальгіріса», в якій вийшов у стартовому складі і допоміг перемогти суперників з рахунком 2:0.

## Кар'єра в збірній
З 2009 по 2010 рік залучався до матчів юнацьких збірних України U-16 та U-17.